# Júpiter LVIII

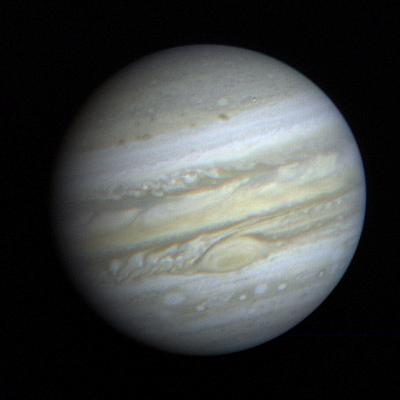
Planeta Júpiter

Júpiter LVIII, originalmente conhecido como S/2003 J 15, é um satélite natural de Júpiter. Foi descoberto por uma equipa de astrónomos liderada por Brett J. Gladman, et al. em 2003.
S/2003 J 15 tem cerca de dois quilómetros de diâmetro, orbitando Júpiter a uma distância média de 22.721 Mm em 699,676 dias, com uma inclinação de 142° em relação à eclíptica (142° em relação ao equador de Júpiter), num movimento retrógado e com uma excentricidade orbital de 0,0932.
É o membro mais exterior do grupo Ananke dos satélites de Júpiter, que é constituído por luas de movimento irregular retrógado orbitando a distâncias entre os 19,3 e 22,7 Gm e com inclinações de cerca de 150º.